# Euphyia plesia
Euphyia plesia är en fjärilsart som beskrevs av Turner 1904. Euphyia plesia ingår i släktet Euphyia och familjen mätare. Inga underarter finns listade i Catalogue of Life.